# Miss Perú 1952
El Miss Perú 1952 fue la primera (1º) edición del certamen de belleza Miss Perú, se llevó a cabo en el Club Lawn Tennis de la Exposición, en el distrito de Jesús María, Lima, Perú el 7 de junio de 1952. Este certamen nacional se realizó luego de recibir una invitación formal para participar en el primer certamen internacional de Miss Universo, que se realizaría el 28 de junio de ese mismo año en el Auditorio Municipal de Long Beach en Long Beach, California, Estados Unidos. 
Inmediatamente después de conocerse la invitación, el día 31 de mayo, la comisión organizadora realizó una conferencia de prensa para explicar la dinámica del concurso y elección de las candidatas que iban a provenir de diferentes distritos, ciudades y regiones del Perú. La organización del concurso estuvo a cargo del diario La Crónica. Los Premios Especiales fueron elegidos en la función Preliminar, el 3 de junio en las instalaciones del Teatro Biarritz ubicado en el Jirón de la Unión.
En este primer certamen nacional participaron 17 candidatas de distintas ciudades del país en busca de conseguir la ansiada corona nacional.
La ganadora al final del evento fue Ada Gabriela Bueno Böttger, quien representó a Perú en el Miss Universo 1952.

## Resultados
| Resultado Final | Candidata                                                                           |
| --------------- | ----------------------------------------------------------------------------------- |
| Miss Perú 1952  | - Apurímac - Ada Gabriela Bueno                                                     |
| 1.ª finalista   | - Callao - Gabriella García-Arrese                                                  |
| 2.ª finalista   | - San Isidro - Gloria Sasín                                                         |
| Top 6           | - La Punta - Elisa Scheelje - Andahuaylas - Beatriz Jerí - Cajamarca – Elisa Castro |

## Premios Especiales
- Miss Fotogénica - Callao - Gabriella García-Arrese (votada por reporteros de prensa)
- Miss Simpatía - Pisco - Herminia Roldán
- Miss Elegancia - Andahuaylas - Beatriz Jerí

## Candidatas
Las candidatas del Miss Perú 1952 fueron:
| - Áncash - Lucila Cristiana Florián - Andahuaylas - Beatriz Jerí - Apurímac - Ada Gabriela Bueno - Barranco - Melissa Méndez Rodena - Cajamarca - Elisa Castro - Callao - Gabriella García-Arrese - Chorrillos - Diana Beatriz Carozzi - Cusco - Celia Velazco - Ica - Raquel Mercedes Uribe | - Lambayeque - Myriam Soriano - La Punta - Elisa Scheelje - Lima - Angelica Olazábal - Loreto - Dora Canales - Miraflores - Marcela Alvarado - Pisco - Herminia Roldán - San Isidro - Gloria Sasín - Tumbes - Alida Farfán |